# Shih Tzu

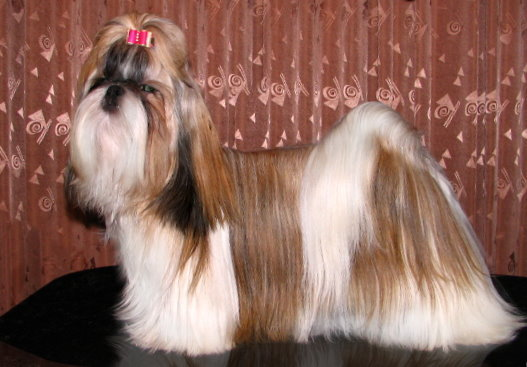
Ausstellungsdress

Der Shih Tzu (chinesisch 獅子狗 / 狮子狗, Pinyin Shīzigǒu, W.-G. Shih-tzu-kou – „Löwenhund“) ist eine von der FCI (Nr. 208, Gr. 9, Sek. 5) anerkannte Hunderasse aus Tibet. Das Zuchtbuch führt Großbritannien.

## Herkunft und Geschichte
Bereits im 7. Jahrhundert soll es den Hund in den Klöstern Tibets gegeben haben. Die Mönche legten Wert darauf, dass der Shih Tzu einem kleinen Löwen ähnelte. Buddha soll einen Hund besessen haben, der sich in einen Löwen verwandeln konnte. Von daher stammt der chinesische Name Shih Tzu – veraltet nach Wade-Giles shih-tzu, heute nach Pinyin shizi  (獅子 / 狮子,  shīziⓘ,  shih-tzu – „Löwe“) – von der chinesischen Bezeichnung für „Löwe“ ab.
Im 17. Jahrhundert gelangte dieser Hund durch Tribut in das Kaiserreich China, wo er im Laufe der Zeit zum Palastliebling wurde. Im 20. Jahrhundert verblasste das Interesse, und mit der kommunistischen Machtübernahme kam für die Zucht in China das endgültige Aus. Es fanden sich jedoch europäische und amerikanische Züchter, die die Zucht übernahmen.

## Beschreibung
Der Shih Tzu ist ein robuster, sehr stark behaarter Hund. Seine Körperhaltung wird als arrogant beschrieben. Er wird bis zu 27 cm groß und ist dabei 4,5 bis 7,5 kg schwer. Sein Haar ist lang, dicht, mit mäßiger Unterwolle; alle Farben sind üblich, auch mehrfarbig. Das Hängeohr hat ein langes Ohrleder und ist so dicht mit Haar bedeckt, dass es durch die ebenfalls starke Nackenbehaarung oft kaum sichtbar ist. Die Rute wird über dem Rücken getragen.

## Pflege
Die Pflege des Shih Tzu ist sehr aufwendig. Das Fell wird, sofern es nicht gekürzt wird, so lang, dass es über den Boden schleift und stark verschmutzen kann. Das Deckhaar am Kopf wird üblicherweise hochgebunden oder beschnitten, da es sonst in die Augen fällt, was zu Reizungen führt.

## Gesundheit
Die durch entsprechende Zuchtauslese herbeigeführte Verkürzung des Gesichtsschädels wird Brachycephalie bezeichnet.
In den Niederlanden ist die Zucht von kurznasigen Hunden aller Rassen, einschließlich der Mischlinge, grundsätzlich als Qualzucht verboten, soweit deren Nasenlänge nicht mindestens ein Drittel der Kopflänge beträgt. In einer Mitteilung des Ministeriums LNV („Ministerium für Landwirtschaft, Natur und Lebensmittelqualität“) wurde bekanntgegeben, dass ab sofort begonnen wird, anhand von Kontrollen dieses Gesetz durchzusetzen. Im Fokus stehen insbesondere wegen möglichem Atemwegssyndrom (BOAS) alle brachycephalen Rassen.